# 关帝祖茔
关帝祖茔位于中国山西省运城市盐湖区解州镇常平村南，常平关帝庙以南1.5公里，中条山石磐沟内，是关公祖父的埋葬之地。山石堆砌，陵前有献亭和祭台。
关帝祖茔已公布为盐湖区文物保护单位，年代为汉代。
祖陵附近有石磐沟自然景区、关帝汉城（影视城）和关公圣像。圣像位于汉城以东的山顶，黄铜锻造，总高80米，其中圣像61米，基座19米，分别象征关公一生61年，和在家乡生活的19年。